# يوسف عبده عسيري
يوسف عبده عسيري أكاديمي سعودي، ولد في 10 جمادى الأولى عام 1382هـ (10 أكتوبر 1962م) في مكة المكرمة. شغل منصب رئيس جامعة الطائف منذ 2 يوليو 2020 إلى 31 مايو 2023. وأعيد تجديد تكليفه رئيساً للجامعة في 16 أكتوبر 2023م.

## التعليم
- حاصل على دكتوراه الفلسفة في الصيدلة الإكلينيكية من كلية الصيدلة جامعة الباسفيك في كاليفورنيا عام 1998م.
- حاصل على درجة الماجستير في صيدلة المستشفيات من جامعة شمال كارولينا في أمريكا عام 1992م.
- حاصل على البكالوريوس في العلوم الصيدلانية من جامعة الملك سعود عام 1987م.[5]

## العمل والخبرات
- عين رئيسا لجامعة الطائف في 2 يوليو عام 2020م (11-11-1441هـ).
- وكيل جامعة الملك سعود للتطوير والتخطيط من 2015 إلى 2020م.
- وكيل جامعة الملك سعود المكلف عام 1440هـ.
- عميد كلية الصيدلة في جامعة الملك سعود من عام 1425 إلى 1428هـ.
- عمل أستاذاً في قسم الصيدلة الإكلينيكية بكلية الصيدلة في جامعة الملك سعود.[6]